# واشین
واشین (به لاتین: Łasin، تلفظ: [ˈwaɕin]) یک شهرک در لهستان است که در شهرستان گروجونتس واقع شده‌است.

## خصوصیات
واشین ۴٫۷۹ کیلومترمربع مساحت و ۳٬۲۷۶ نفر جمعیت دارد.